# Dominiek Lootens-Stael
Dominique M.F.O. Lootens-Stael, né le 4 mai 1965 à Thourout est un homme politique belge flamand, membre de Vlaams Belang.
Il est diplômé de l'enseignement secondaire supérieur.
Aux élections régionales et communautaires du 9 juin 2024, il est tête de liste pour les membres bruxellois du Parlement flamand. Il est élu avec 2 200 voix de préférences.

## Carrière politique
- Conseiller communal à Jette
- Ancien président du groupe Vlaams Belang au conseil provincial du Brabant
- 1995-2024 : député au Parlement bruxellois
- 1995-2004 : membre bruxellois du Parlement flamand